# آغاز کودکی
آغاز کودکی (به انگلیسی: Early childhood)، مرحله‌ای از رشد انسان پس از نوزادی و پیش از دوران کودکی میانی است. به‌طور کلی شامل دوران کودک نوپا و مدتی پس از آن می‌شود. سن بازی یک نام نامشخص است که تقریباً در محدوده آغاز کودکی قرار دارد.

## نظریه رشد پیاژه

### مراحل
- حسی-حرکتی، سن تولد تا ۲ سالگی.

- در این مرحله، کودکان با استفاده از مهارت‌هایی مانند شنیدن، دیدن، لمس کردن و رسیدن، تصوری از جهان پیدا می‌کنند. این به آنها اجازه می‌دهد تا درک کنند که چیزها وجود دارند و به توسعه سریع کمک می‌کند.
- پیش‌عملگرایی، سنین ۲ تا ۷ سال.

- کودکان می‌توانند بدون منطق افکار خود را شکل دهند، اما به آنها کمک می‌کند تا درک بهتری از جهان پیرامون خود داشته باشند.
- عملیاتی سخت، سنین ۷ تا ۱۱.

- شامل افکار رشدیافته و همچنین عقلانی است. این مرحله همچنین به کودکان اجازه می‌دهد تا افکاری مانند سازماندهی و هدف موقعیت‌ها را به دست آورند.
- عملیاتی رسمی، سنین ۱۱ سال به بالا.

- در طی این مرحله، افراد توانایی ایجاد افکار، منطقی کردن، ایجاد ایده در موقعیت‌ها و در مجموع نظرهایی را دارند که مورد حمایت قرار می‌گیرد. در بزرگسالی، این مهم‌ترین مرحله رشد از نظر یادگیری است.